# Okno atmosferyczne

Transmitancja (przepuszczalność) promieniowania elektromagnetycznego przez atmosferę ziemską pozbawioną chmur. Obszar w zakresie 8 – 14 μm to okno w podczerwieni, w zakresie 0,01 – 0,7 μm to ultrafiolet i światło widzialne.

Okno atmosferyczne –  zakres widma promieniowania elektromagnetycznego, w którym promieniowanie łatwo przechodzi przez atmosferę. Dla atmosfery ziemskiej szczególne znaczenie ma okno dla fal w promieniowania podczerwonego o długości 8 – 14 μm, umożliwia ono emisję promieniowania cieplnego z powierzchni i atmosfery Ziemi w przestrzeń kosmiczną na poziomie ok. 100 W/m². Okno w zakresie widzialnym umożliwia dotarcie światła słonecznego do powierzchni Ziemi. W zakresach fal słabo pochłanianych przez atmosferę możliwa jest transmisja z satelitami i obserwacja powierzchni Ziemi z kosmosu (za pomocą kamer IR umieszczonych na satelitach).